# René Chauvin
Pour les articles homonymes, voir Chauvin.
René Chauvin, né le 23 mars 1860 à Vion (Sarthe) et mort le 28 avril 1936 à Plaisir (Seine-et-Oise, aujourd'hui Yvelines), est un journaliste et homme politique socialiste français.

## Biographie

### Le militant socialiste
Mineur, puis garçon coiffeur et enfin patron coiffeur, il crée la Chambre syndicale des ouvriers coiffeurs, et dirige la Fédération des coiffeurs de France. Militant au Parti ouvrier français (POF, il est député de la Seine de 1893 à 1898. Adhérant au Parti socialiste unifié (SFIO) en 1905, il est membre de la commission permanente. Il quitte ce parti en 1914.

### Ralliement à l'Union sacrée
En 1914, avec Jean Allemane, il ranime Le Cri du peuple puis crée avec lui une micro formation appelée Le Parti ouvrier (PO), dont l'organe est le journal La Lutte des classes (1913). Bien que opposés à la guerre en principe, Allemane et Chauvin publient un manifeste dans lequel ils rallient l'Union sacrée : 
 « Il se peut que l'Europe soit à la veille de la plus effroyable catastrophe que l'histoire aura à enregistrer. Demain peut-être, des millions d'hommes se massacreront dans les plaines abandonnées par le paysan (…) A bas la guerre! Oui. Mais si nos camarades autrichiens et allemands sont impuissants à arrêter les crimes impérialistes de leurs dirigeants contre l'existence et l'indépendance des nations, le devoir du citoyen français sera tout tracé : Comme leurs grands ancêtres de 93, ils prendront les armes pour la défense de leur pays, du droit des peuples et de la civilisation ».
Par la suite, ils protestent fermement contre les décisions prises à l'occasion de la motion votée à Londres début 1915 par des socialistes : 
 « Malgré que ce ne soit pas l'heure des polémiques, nous ne pouvons, sans protester, laisser passer la singulière résolution de la conférence dite socialiste de Londres disant que "aussitôt après la guerre les travailleurs des différents pays industriels devront se réunir dans l'Internationale". L'Allemagne est un pays particulièrement industriel. Alors les membres de la sozialdemokratie prussienne - tueurs de femmes et d'enfants - seraient donc, après comme avant, admis à délibérer fraternellement avec les travailleurs de autres pays ? Non ! Une pareille monstruosité d'aura pas lieu ».